# ジョーダン・デブリン
ジョーダン・デブリン（Jordan Devlin、1990年3月15日 - ）は、アイルランドのウィックロー州ブレイ出身のプロレスラー。WWEに所属しJDマクドナー（JD McDonagh）のリングネームで活動。世界タッグ王座、NXTクルーザー王座を獲得している。
WWE入団前はヨーロッパのインディ団体を中心に活動し、2度のOTT世界王座(英語版)、1度のプログレスタッグ王座(英語版)の戴冠歴がある。ZERO1にフランク・デヴィッドのリングネームで参戦歴があり、2012年にはNWAインターナショナルライト級タッグ王座も獲得している。

## 来歴

### ICW
2017年ICWに参加し、ICW世界ヘビー級王座戦でトレント・セブンと対決するもタイトル獲得には至らなかった。Chapter 95 : Still Chasingでスコッティ・デービスとチームを組み、タッグチーム王座にを獲得した。

### WWE

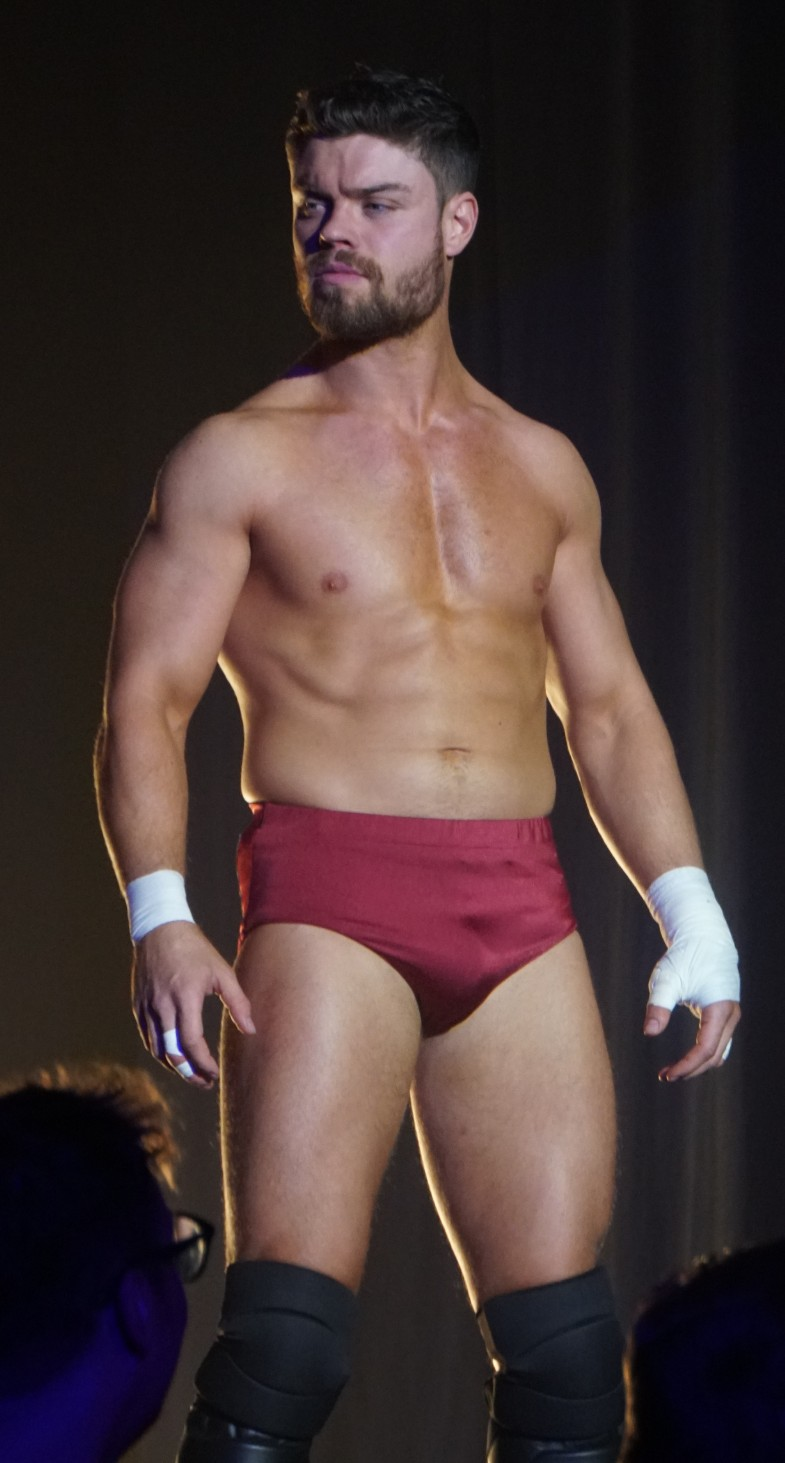
Devlin in 2018

2016年12月15日、NXT UK王座戦トーナメントに出場。準々決勝でタイラー・ベイトに敗れた。 2018年5月18日、第2回NXT UK王座戦トーナメントの16 人の出場者の 1 人になることを発表。第1ラウンドでタイソン・T・ボーンを破るも、第2ラウンドでフラッシュ・モーガン・ウェブスターに敗れた。
1月26日、ワールド・コライドトーナメントに参加。15 人のバトルロイヤルに勝利し、第1ラウンドでバイに勝利。準々決勝でドリュー・グラックを破るも、準決勝でベルベティーン・ドリームに敗れた。
1月23日、エル・リジェロを破り、 NXTクルーザー級王座戦でエンジェル・ガルザと対戦。ワールド・コライドでトラビス・バンクス、アイザイア・スコット、エンジェル・ガーザを破り、WWE・クルーザー級王座を獲得した。
NXT TakeOver: Stand & Deliverの第二夜で、サントス・エスコバーと対戦したが敗北し、タイトルを失う。
NXT・ユナイテッドキングダム王座戦でイリヤ・ドラグノフと対戦するも敗北。NXT UK200回記念日で、もう一度タイトル戦でドラグノフと対戦するも敗北。

### NXTへの移動
6月21日、リングネームをJDマクドナと変更。7月5日、キャメロン・グライムスに勝利した。8月16日、ブロン・ブレイカーにNXT王座戦に挑むも敗北。10月22日のハロウィン・ハボックでイリヤ・ドラグノフ、ブロン・ブレイカーとトリプルスレッドマッチで対戦するも敗北し、タイトル獲得には至らなかった。

## 得意技

### フィニッシュ・ホールド
デブリンサイド
相手を真後ろではなく横抱き気味に胴クラッチし、腰の瞬発力で相手を高く持ち上げると同時に捻りながら落とす。ブリッジを利かせないため、相手は真後ろではなく横方向になった状態で落とされるために受身が取りにくく、受けるダメージも大きい。
アイルランドコール
相手をファイヤーマンズキャリーの体勢に担ぎ上げて相手の体を旋回させて、原型エメラルド・フロウジョンの形で落とす。
クロスフェイス
うつ伏せ状態の相手の片腕を足でロックしてからフェイスロックを極める。挟み込んだ腕は動きを封じるためで、極まるのは首関節である。
450スプラッシュ
倒れた相手に対し、その場で（または助走をつけて）前方宙返りをして、自らの背面を浴びせかける。

### 打撃技
エルボー
エルボー・スマッシュ
フェイスバスター
ナイフ・エッジ・チョップ
チョップ・スマッシュ
クローズライン
ヘッドバット
クローズライン
スーパーキック
延髄斬り

### 投げ技
ブレーンバスター
ウラナゲスラム
ウラナゲスラムアンドムーンサルトプレス
ウラナゲスラムで相手を投げ落としスタンディング式のムーンサルトプレスのコンビネーション
スパニッシュ・フライ
スーパー・スパニッシュ・フライ
コーナートップで相手を立たせた状態でロック・ボトムのような形で相手を固め、相手もろとも跳躍しながら後方へ1回転し、相手をマットへ叩きつける。

## 獲得タイトル
ブリティッシュ・チャンピオンシップ・レスリング
- BCWタッグチーム王座：1回（w /ショーン・サウス

ファイトファクトリープロレスリング
- NWAアイルランド・ジュニア・ヘビー級王座 : 1回
- NWA アイルランド タッグチーム王座 : 1回 (w / サー・マイケル・W・ウィンチェスター

OTT
- OTT世界王座 : 1回
- OTT ノーリミッツ世界ヘビー級王座 : 1 回

PBW
- PBWタッグチーム王座：1回（w / ショーン・サウス

プログレスリング
- プログレスタッグチーム王座 : 1回 (w /スコッティ・デービス

ZERO1
- NWAインターナショナルライトタッグ王座 : 1回 (w /ショーン・ギネス

TNTエクストリームレスリング
- TNT世界王座 : 1回

WWE
- WWE・クルーザー級王座 : 1回
- WWEタッグ王座: 1回 (w /フィン・ベイラー

## 入場曲
- Irish Ace 現在使用中
- The Dragon of Jerusalem